# 8 صفر
- السبت
- الأحد
- الاثنين
- الثلاثاء
- الأربعاء
- الخميس
- الجمعة

- 283 أغسطس 2024
- 294 أغسطس 2024
- 15 أغسطس 2024
- 26 أغسطس 2024
- 37 أغسطس 2024
- 48 أغسطس 2024
- 59 أغسطس 2024
- 610 أغسطس 2024
- 711 أغسطس 2024
- 812 أغسطس 2024
- 913 أغسطس 2024
- 1014 أغسطس 2024
- 1115 أغسطس 2024
- 1216 أغسطس 2024
- 1317 أغسطس 2024
- 1418 أغسطس 2024
- 1519 أغسطس 2024
- 1620 أغسطس 2024
- 1721 أغسطس 2024
- 1822 أغسطس 2024
- 1923 أغسطس 2024
- 2024 أغسطس 2024
- 2125 أغسطس 2024
- 2226 أغسطس 2024
- 2327 أغسطس 2024
- 2428 أغسطس 2024
- 2529 أغسطس 2024
- 2630 أغسطس 2024
- 2731 أغسطس 2024
- 281 سبتمبر 2024
- 292 سبتمبر 2024
- 303 سبتمبر 2024
- 14 سبتمبر 2024
- 25 سبتمبر 2024
- 36 سبتمبر 2024

8 صَفَر أو 8 صَفَر الخير أو 8 صَفَر المُظفَّر أو يوم 8 \ 2 (اليوم الثامن من الشهر الثاني) هو اليوم الثامن والثلاثين من أيَّام السنة وفق التقويم الهجري القمري (العربي). يبقى بعده 316 أو 317 يومًا لانتهاء السنة.

## أحداث
- 37 هـ - ثامن أيام وقعة صفين.
- 180 هـ - الحكم بن هشام يتولى الحكم في الأندلس بعد وفاة والده هشام بن عبد الرحمن، وكان عمره آنذاك 26 عامًا.
- 918 هـ - السلطان بايزيد الثاني ينتحى عن عرش الدولة العثمانية بعد مطالبة الإنكشارية بوضع ابنه سليم مكانه.
- 1099 هـ - القائد المجري كارفا يستولي على مركز إيالة أغر من العثمانيين ويهدم ما بها من مساجد، وبذلك خرج شمال المجر من الحكم العثماني.
- 1213 هـ - هزيمة جيش المماليك بقيادة مراد بك في معركة إمبابة وذلك أثناء الحملة الفرنسية على مصر، وقاد الجانب الفرنسي في هذه المعركة نابليون بونابرت.
- 1349 هـ - خروج مظاهرات عنيفة من جامع القرويين بفاس احتجاجًا على قانون الظهير البربري الذي يعفي البربر من الاحتكام للشريعة الإسلامية.
- 1359 هـ - السياسي المصري أحمد حسين يضع برنامجًا لحزب إسلامي هو «الحزب الوطني الإسلامي»، إلا أن هذا الحزب الجديد لم يستطع الاستمرار في الساحة السياسية المصرية لاستحواذ حركة الإخوان المسلمين على غالبية التيار الإسلامي في الشارع المصري.
- 1365 هـ - أنور خوجة ينهي الملكية في ألبانيا ويعلن قيام الجمهورية الشعبية برئاسته.
- 1366 هـ - جلاء القوات العسكرية الأجنبية نهائيًا عن لبنان.
- 1400 هـ - الاتحاد السوفيتي يرسل 75000 جندي لأفغانستان لتعزيز حكم باراك كارميل الزعيم الجديد للدولة وفي محاولة لتوفير الاستقرار السياسي للوضع السياسي المضطرب.
- 1405 هـ - الملك فهد بن عبد العزيز آل سعود يضع حجر الأساس للبدء في توسعة مسجد قباء.
- 1409 هـ - إسرائيل تطلق القمر الصناعي «أفق 1» على متن الصاروخ «شافيت».
- 1423 هـ - اغتيال القائد المجاهد في الشيشان ثامر السويلم (خطَّاب) عن طريق رسالة مسمومة سلمها له أحد الخونة.
- 1424 هـ - اغتيال الزعيم الشيعي عبد المجيد الخوئي أثناء تواجده في الصحن الحيدري في النجف، والولايات المتحدة تتهم مقتدى الصدر بتدبير عملية الاغتيال.
- 1437 هـ - مسلحون يحتجزون 170 شخصًا في فندق راديسون بلو في باماكو بمالي.

## مواليد
- 656 هـ - عثمان الأول، أول سلاطين بني عثمان.
- 1257 هـ - أحمد عرابي، قائد وزعيم مصري.
- 1347 هـ - شوقي بغدادي، شاعر وكاتب قصصي سوري.
- 1351 هـ - محمد عوض، ممثل مصري.
- 1384 هـ - عدي صدام حسين، سياسي عراقي.
- 1395 هـ - موناليزا، ممثلة مصرية.
- 1402 هـ -
  - جمال حمزة، لاعب كرة قدم مصري.
  - عبد الله التركماني، ممثل كويتي.

## وفيات
- 35 هـ - سلمان الفارسي، صحابي.
- 1387 هـ - محمد فريد أبو حديد، أحد رواد القصة التاريخية ومن أوائل من كتبوا الشعر المرسل وعضو مجمع اللغة العربية بالقاهرة.
- 1392 هـ - إبراهيم عمارة، ممثل ومخرج مصري.
- 1397 هـ - موسى بحر العلوم، فقيه جعفري عراقي.
- 1398 هـ - محمد صبري السربوني، أول مصري يحصل على دكتوراة الدولة من جامعة السربون.
- 1416 هـ - عزيز نيسين، روائي تركي.
- 1418 هــ - حامد ربيع، أستاذ بجامعة القاهرة ومن رواد تأصيل الفكر السياسي الإسلامي.
- 1423 هـ - ثامر السويلم (خطَّاب)، قائد مجاهد في الشيشان.
- 1424 هـ - عبد المجيد الخوئي، عالم مسلم عراقي.
- 1425 هـ - أحمد آل خليفة، شاعر بحريني.
- 1427 هـ - محمد عبد المنعم خفاجي، كاتب ومحقق أدبي مصري.
- 1436 هـ - رضوى عاشور، قاصة وروائية وناقدة أدبية مصرية.
- 1440 هـ - عبد الرحمن سوار الذهب، الرئيس الخامس للجمهورية السودانية.

## وصلات خارجية
- موقع قصة الإسلام: حدث في شهر صفر.